# Buchholz (Brandebourg)
Pour les articles homonymes, voir Buchholz.
Buchholz est un village du Brandebourg en Allemagne, qui dépend de la municipalité de Pritzwalk, dans l'arrondissement (Landkreis) de Prignitz. Il comptait 255 habitants en 2018.

## Situation
Le village est situé à trois kilomètres au sud de Pritzwalk. Les localités voisines sont Pritzwalk au nord, Neuhof et Neuhausen au nord-est, Sarnow à l'est, Boddin (de) au sud-est, Seefeld (de) au sud, Groß Woltersdorf (de) et Eggersdorf au sud-ouest, Kuhsdorf (de) à l'ouest ainsi que Ausbau et Giesendorf (de) au nord-ouest.

## Histoire
La première mention écrite de Buchholz date de 1312 : le lieu est cité sous le nom de chapelle de "Bucholdesche" près de Pritzwalk. Il compte 144 habitants en 1734, 333 en 1895, 468 en 1946, 453 en 1991.
Depuis son incorporation dans la commune de Pritzwalk le 31 décembre 2002, Buchholz est un quartier de Pritzwalk ; il comptait alors 483 habitants.